# الدين السياسي
نظرية الدين السياسي أو تديين السياسة تضم الأيديولوجيات الحكومية في المجالين الثقافي والروحي بقوة، بحيث يأخذ الجزء الساحق من حياة الشعوب التي يمكن اعتبارها لادينية. [2] بالإضافة إلى الأشكال الأولية للسياسة، مثل البرلمان والانتخابات، وذلك يحمل أيضا جانبا تعجز المؤسسات ذات الصلة أن تضعه في إطار النظام. ويوفر أيضا التدابير الداخلية التي تعتبر تقليديا لتكون أراضي الدينية، مثل الأخلاق والقيم والرموز والأساطير والطقوس وعلى سبيل المثال تقويم الطقوس الوطنية. دين الدولة هو شكل نموذجي للدين السياسي. تتنافس الأديان السياسية عموما مع الديانات التقليدية القائمة، وتحاول، ما أمكن، لتحل محلها أو القضاء عليها. وكان هانز ماير أول من اقترح المصطلح في العلوم السياسية. [3]

## الجوانب النموذجية
في كثير من الأحيان ما تكون الجوانب النموذجية هي الصفات الرئيسية التي تتقاسمها الأديان السياسية (ليست حاضرة كلها بقوة دائما) (الطوائف على وجه الخصوص)، وتشمل الدين السياسي.
- الهيكلة
  - الاستبعاد بين نفسه والآخر بشيطنة الآخر، (في الدين التوحيدي، عادة ما يعتمد في التفريق عبر العضرية في بعض العقائد والسلوكيات الاجتماعية; وفي الدين السياسي، قد يكون التمايز بدلا من ذلك في أسباب مثل الجنسية، المواقف الاجتماعية، أو العضوية في الأحزاب السياسية «العدوة»)
  - قيادة متعالية، إما بنزعات متعصبة أو كمظهر من مظاهر الالهية، غالبا ما يتم تصوير القيادة وكأنها كاريزمية؛
  - هياكل تنظيمية مبنية على نوع من الدين، مثل التسلسل الهرمي السماوي أو نظام دعه يتحمل المسؤولية أمام الخالق؛
  - السيطرة على التربية والتعليم، من أجل ضمان أمن واستمرار والتبجيل للنظام القائم.
- الإيمان
  - نظام اعتقاد متماسكة لفرض المعنى الرمزي على العالم الخارجي، مع التركيز على الأمن من خلال الثقة في النظام؛
  - عدم التسامح والأيديولوجيات الأخرى من نفس النوع
  - درجة من اللاواقعية
  - الاعتقاد بأن الفكر المتبع هو الطريق الوحيد الطبيعي أو واضحة، حيث أن الذين يرفضونه لهم نوع من «العمى» (على الأقل بالنسبة لمجموعات معينة من الناس)
  - رغبة حقيقية من طرف الأفراد لتحويل الآخرين باعتناق نفس الفكر
  - الاستعداد لتبرير الوسيلة عبر الهدف، على وجه الخصوص الاستعداد لاستخدام العنف والتزوير
  - الايمان بالقضاء والقدر والاعتقاد بأن الفكر ستنتصر حتما في نهاية المطاف

هذه هي مجرد قائمة من بعض الجوانب المشتركة، ليس كل من هذه الجوانب دائما موجودة في أي دين سياسي.